# تشاد أوليفر
تشاد أوليفر (بالإنجليزية: Chad Oliver)‏ (30 مارس 1928 في سينسيناتي، أوهايو - 9 أغسطس 1993 في أوستن، تكساس)؛ عالم إنسان، وروائي، وكاتب، وأستاذ جامعي، وكاتب خيال علمي أمريكي.